# Lasioglossum acanthum
Lasioglossum acanthum là một loài Hymenoptera trong họ Halictidae. Loài này được Ebmer mô tả khoa học năm 1983.